# Iwan Sołowjow
Iwan Władimirowicz Sołowjow (ros. Иван Владимирович Соловьёв, ur. 22 stycznia?/4 lutego 1908 we wsi Diatłowo w guberni twerskiej (obecnie w obwodzie twerskim), zm. 18 grudnia 1971 w Leningradzie) – radziecki komisarz milicji II rangi, Bohater Związku Radzieckiego (1945).

## Życiorys
Skończył szkołę średnią w Petersburgu i w 1926 kursy propagandzistów przy twerskim gubernialnym komitecie WKP(b), pracował jako sekretarz odpowiedzialny gminnych komitetów Komsomołu oraz przewodniczący zarządu spółdzielni robotniczych i 1929-1930 przewodniczący miejskiej rady deputowanych w Torżoku, potem zastępca przewodniczącego rejonowego komitetu wykonawczego. Od października 1930 służył w armii, we wrześniu 1932 został pomocnikiem inspektora działu kadr Pełnomocnego Przedstawicielstwa OGPU w Leningradzkim Okręgu Wojskowym, od 1933 pracował w wojskach pogranicznych OGPU/NKWD, w 1937 zaocznie ukończył Wyższą Pograniczną Szkołę Wojsk NKWD. Od czerwca 1941 brał udział w wojnie z Niemcami jako dowódca 24 oddziału pogranicznego/24 pułku pogranicznego wojsk NKWD, uczestniczył w przygranicznych walkach w Mołdawii i ochronie tyłów Frontu Południowego w walkach na południu Ukrainy, w sierpniu 1941 został kontuzjowany, we wrześniu 1942 skończył przyśpieszony kurs przy Akademii Wojskowej im. Frunzego ewakuowanej do Taszkentu. Od października 1942 do lutego 1943 był zastępcą szefa wydziału operacyjnego sztabu Samodzielnej Armii NKWD, w lutym-marcu 1943 zastępcą szefa wydziału operacyjnego sztabu 70 Armii, a od marca do października 1944 szefem sztabu 175 Dywizji Piechoty, walczył na Froncie Centralnym, 2 i 1 Białoruskim, uczestniczył w bitwie pod Kurskiem, operacji orłowskiej i czernihowsko-prypeckiej, bitwie o Dniepr, operacji homelsko-rzeczyckiej, poleskiej i brzesko-lubelskiej. Od października 1944 do maja 1945 dowodził 132 Dywizją Piechoty 1 Frontu Białoruskiego, brał udział w operacji warszawsko-poznańskiej, pomorskiej i berlińskiej, 15 stycznia 1945 wraz z dywizją przełamał silną obronę przeciwnika w rejonie Legionowa, następnie sforsował Wisłę w rejonie Cząstkowa Mazowieckiego, biorąc 800 jeńców. Później jego dywizja przełamała obronę przeciwnika nad Bzurą, biorąc 500 jeńców. Po wojnie do czerwca 1946 dowodził dywizją w Grupie Wojsk Radzieckich w Niemczech, od listopada 1946 do maja 1947 był zastępcą szefa sztabu Zarządu Wojsk Pogranicznych Okręgu Litewskiego, w latach 1947–1949 był pomocnikiem szefa Głównego Zarządu Milicji MWD ZSRR, a od czerwca 1949 do kwietnia 1960 szefem Zarządu Milicji Miasta Leningradu (od 1959 w stopniu komisarza milicji II rangi), w czerwcu 1960 zakończył służbę. Otrzymał honorowe obywatelstwo Warszawy.

## Odznaczenia
- Złota Gwiazda Bohatera Związku Radzieckiego (6 kwietnia 1945)
- Order Lenina (6 kwietnia 1945)
- Order Czerwonego Sztandaru (dwukrotnie, 20 kwietnia 1943 i 23 maja 1952)
- Order Suworowa II klasy (29 maja 1945)
- Order Wojny Ojczyźnianej I klasy (20 lutego 1944)
- Order Czerwonego Sztandaru Pracy (21 czerwca 1957)
- Order Czerwonej Gwiazdy (dwukrotnie – 14 lutego 1941 i 2 maja 1946)
- Medal „Za zasługi bojowe”
- Medal „Za wyzwolenie Warszawy”
- Oficer Legii Zasługi (Stany Zjednoczone, 1945)
- Krzyż Walecznych (Polska Ludowa, 24 kwietnia 1946)
- Medal za Odrę, Nysę, Bałtyk (Polska Ludowa)

I inne odznaczenia zagraniczne oraz medale ZSRR.